# Tjeckiens distrikt

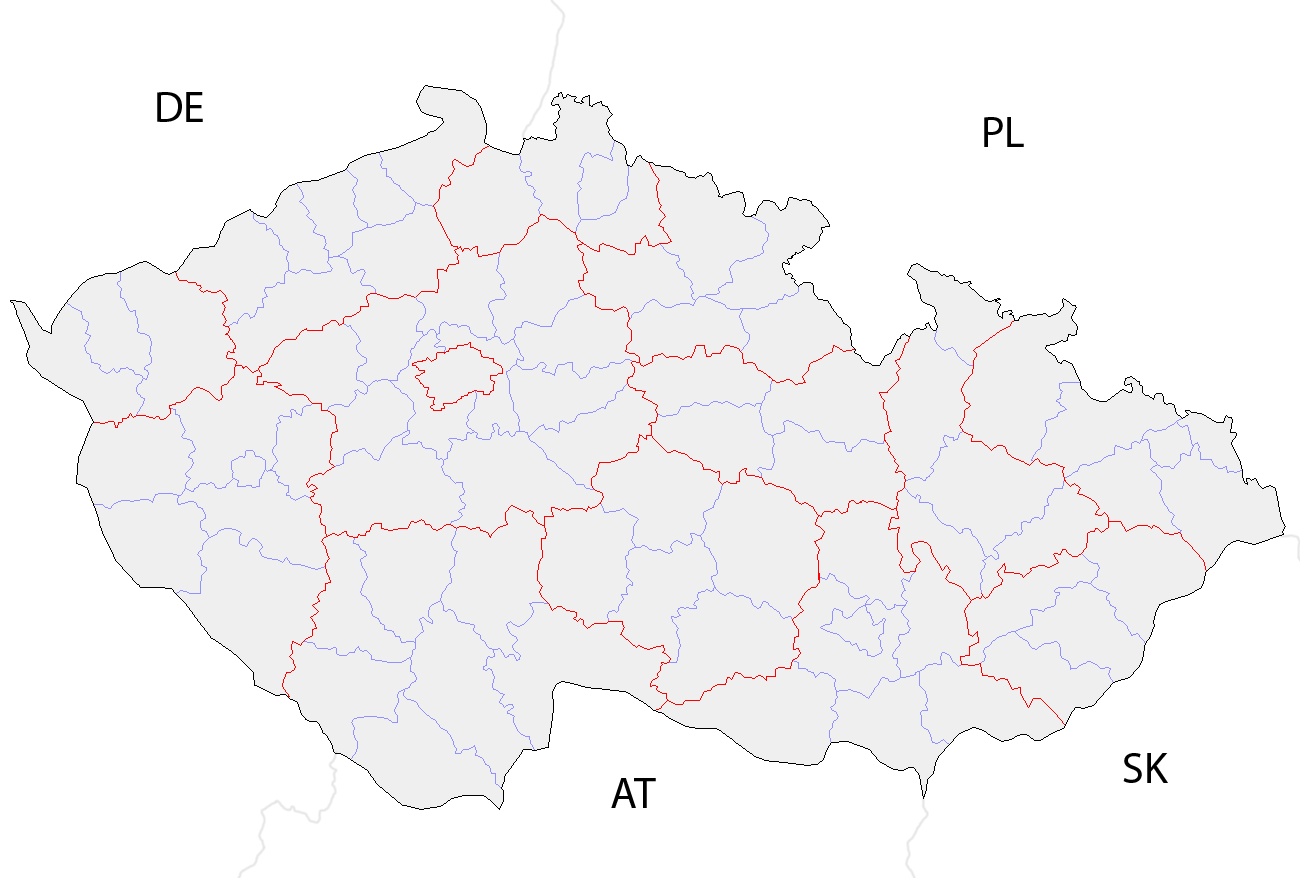
Tjeckiens distrikt

Tjeckoslovakien delades 1960 i distrikt (okres, pluralis okresy), ofta utan hänsyn till traditionell indelning eller lokala relationer. I det som idag är Tjeckien fanns 75 distrikt, det 76:e, Jeseník, bröts ur Bruntál på 1990-talet. Tre av dem, Brno, Ostrava och Plzeň, var statutarstäder (statutární města, singularis město). Huvudstaden Prag hade särskild status, men Prags 10 distrikt (obvody) motsvarade på sätt och vis okresy.
En reform som trädde i kraft i januari 2003 ersatte distrikten med 204 kommuner med utökad befogenhet (obce s rozšířenou působností, även obce III. stupně, "kommuner på tredje nivån", inofficiellt kallade malé okresy, "små distrikt"). Dessa kommuner tog över den mesta administrationen från de tidigare distrikten. Några av dessa har vidare delats mellan kommuner med utdelad lokal auktoritet (obce s pověřeným obecním úřadem, förkortat pověřená obec, pluralis pověřené obce, "kommuner på andra nivån"). De gamla distrikten kvarstår som territoriella enheter, och fungerar fortfarande som säten för vissa myndigheter, särskilt domstolarna.
| Region (kraj)        | Distrikt (okres)              | Yta (km²) | Folkmängd (2002) | Antal kommuner |
| -------------------- | ----------------------------- | --------- | ---------------- | -------------- |
| Karlovarský kraj     | Cheb                          | 933       | 89 107           | 39             |
| Karlovarský kraj     | Karlovy Vary                  | 1 628     | 121 886          | 55             |
| Karlovarský kraj     | Sokolov                       | 753       | 93 227           | 38             |
| Středočeský kraj     | Benešov                       | 1 524     | 93 220           | 115            |
| Středočeský kraj     | Beroun                        | 662       | 76 101           | 85             |
| Středočeský kraj     | Kladno                        | 692       | 150 181          | 100            |
| Středočeský kraj     | Kolín                         | 846       | 95 523           | 100            |
| Středočeský kraj     | Kutná Hora                    | 917       | 73 337           | 88             |
| Středočeský kraj     | Mělník                        | 712       | 94 868           | 70             |
| Středočeský kraj     | Mladá Boleslav                | 1 058     | 114 042          | 123            |
| Středočeský kraj     | Nymburk                       | 876       | 84 784           | ?              |
| Středočeský kraj     | Praha-východ (Östra)          | 584       | 98 453           | 91             |
| Středočeský kraj     | Praha-západ (Västra)          | 586       | 86 777           | 80             |
| Středočeský kraj     | Příbram                       | 1 628     | 107 260          | 120            |
| Středočeský kraj     | Rakovník                      | 930       | 54 128           | 84             |
| Královéhradecký kraj | Hradec Králové                | 875       | 159 622          | 101            |
| Královéhradecký kraj | Jičín                         | 887       | 77 368           | 111            |
| Královéhradecký kraj | Náchod                        | 851       | 112 448          | 78             |
| Královéhradecký kraj | Rychnov nad Kněžnou           | 998       | 79 003           | 83             |
| Královéhradecký kraj | Trutnov                       | 1 147     | 119 996          | 75             |
| Liberecký kraj       | Česká Lípa                    | 1 137     | 106 411          | 59             |
| Liberecký kraj       | Jablonec nad Nisou            | 402       | 88 232           | 34             |
| Liberecký kraj       | Liberec                       | 925       | 158 988          | 57             |
| Liberecký kraj       | Semily                        | 699       | 74 660           | 65             |
| Moravskoslezský kraj | Bruntál                       | 1 658     | 104 480          | 71             |
| Moravskoslezský kraj | Frýdek-Místek                 | 1 273     | 226 592          | 77             |
| Moravskoslezský kraj | Karviná                       | 347       | 277 244          | 16             |
| Moravskoslezský kraj | Nový Jičín                    | 918       | 159 473          | 57             |
| Moravskoslezský kraj | Opava                         | 1 144     | 180 769          | 80             |
| Moravskoslezský kraj | Ostrava-město (Stadsdistrikt) | 214       | 314 102          | 1              |
| Olomoucký kraj       | Jeseník                       | 719       | 42 251           | 24             |
| Olomoucký kraj       | Olomouc                       | 1 451     | 224 156          | 92             |
| Olomoucký kraj       | Přerov                        | 884       | 138 895          | 104            |
| Olomoucký kraj       | Prostějov                     | 770       | 109 524          | 96             |
| Olomoucký kraj       | Šumperk                       | 1 316     | 125 924          | 78             |
| Pardubický kraj      | Chrudim                       | 1 030     | 104 748          | 113            |
| Pardubický kraj      | Pardubice                     | 889       | 160 251          | 115            |
| Pardubický kraj      | Svitavy                       | 1 335     | 101 832          | 113            |
| Pardubický kraj      | Ústí nad Orlicí               | 1 265     | 138 753          | 111            |
| Plzeňský kraj        | Domažlice                     | 1 140     | 58 895           | 86             |
| Plzeňský kraj        | Klatovy                       | 1 939     | 87 680           | 95             |
| Plzeňský kraj        | Plzeň-město (Stadsdistrikt)   | 125       | 163 791          | 1              |
| Plzeňský kraj        | Plzeň-jih (Södra)             | 1 080     | 68 495           | 100            |
| Plzeňský kraj        | Plzeň-sever (Norra)           | 1 323     | 73 610           | 102            |
| Plzeňský kraj        | Rokycany                      | 575       | 45 574           | 68             |
| Plzeňský kraj        | Tachov                        | 1 379     | 51 329           | 51             |
| Hlavní město Praha   | Prag                          | 496       | 1 181 610        | 1              |
| Jihočeský kraj       | České Budějovice              | 1 625     | 178 523          | 107            |
| Jihočeský kraj       | Český Krumlov                 | 1 615     | 59 817           | 46             |
| Jihočeský kraj       | Jindřichův Hradec             | 1 944     | 92 846           | 106            |
| Jihočeský kraj       | Písek                         | 1 138     | 70 419           | 76             |
| Jihočeský kraj       | Prachatice                    | 1 375     | 51 410           | 65             |
| Jihočeský kraj       | Strakonice                    | 1 032     | 69 496           | 112            |
| Jihočeský kraj       | Tábor                         | 1 327     | 102 586          | 111            |
| Jihomoravský kraj    | Blansko                       | 943       | 107 454          | 130            |
| Jihomoravský kraj    | Břeclav                       | 1 173     | 123 265          | 69             |
| Jihomoravský kraj    | Brno-město (Stadsdistrikt)    | 230       | 729 509          | 1              |
| Jihomoravský kraj    | Brno-venkov (Landsdistrikt)   | 1 108     | 161 269          | 137            |
| Jihomoravský kraj    | Hodonín                       | 1 086     | 158 602          | 81             |
| Jihomoravský kraj    | Vyškov                        | 889       | 114 061          | 81             |
| Jihomoravský kraj    | Znojmo                        | 1 637     | 114 061          | 148            |
| Ústecký kraj         | Chomutov                      | 935       | 124 744          | 44             |
| Ústecký kraj         | Děčín                         | 909       | 133 631          | 52             |
| Ústecký kraj         | Litoměřice                    | 1 032     | 114 497          | 105            |
| Ústecký kraj         | Louny                         | 1 118     | 85 830           | 70             |
| Ústecký kraj         | Most                          | 467       | 116 786          | 26             |
| Ústecký kraj         | Teplice                       | 469       | 126 635          | 34             |
| Ústecký kraj         | Ústí nad Labem                | 405       | 117 589          | 23             |
| Vysočina             | Havlíčkův Brod                | 1 265     | 94 778           | 120            |
| Vysočina             | Jihlava                       | 1 180     | 108 404          | 121            |
| Vysočina             | Pelhřimov                     | 1 290     | 72 219           | 120            |
| Vysočina             | Třebíč                        | 1 518     | 116 415          | 173            |
| Vysočina             | Žďár nad Sázavou              | 1 672     | 118 216          | 195            |
| Zlínský kraj         | Kroměříž                      | 799       | 107 852          | 80             |
| Zlínský kraj         | Uherské Hradiště              | 991       | 143 763          | 78             |
| Zlínský kraj         | Vsetín                        | 1 143     | 145 875          | 59             |
| Zlínský kraj         | Zlín                          | 1 030     | 192 994          | 87             |